# Олимпийский комитет Бразилии
Олимпийский комитет Бразилии (порт. Comitê Olímpico do Brasil; уникальный код МОК — BRA) — организация, представляющая Бразилию в международном олимпийском движении. Штаб-квартира расположена в Рио-де-Жанейро.
Комитет основан в 1914 году, в 1935 году был принят в МОК. Также является членом ПАСО. Олимпийский комитет Бразилии организует участие спортсменов из Бразилии в Олимпийских, Панамериканских играх и других международных соревнованиях. 